# Kings Point (Montana)
Kings Point és una concentració de població designada pel cens dels Estats Units a l'estat de Montana. Segons el cens del 2000 tenia 169 habitants.

## Demografia
Segons el cens del 2000, Kings Point tenia 169 habitants, 82 habitatges, i 60 famílies. La densitat de població era de 46,6 habitants per km².
Dels 82 habitatges en un 12,2% hi vivien nens de menys de 18 anys, en un 65,9% hi vivien parelles casades, en un 6,1% dones solteres, i en un 26,8% no eren unitats familiars. En el 19,5% dels habitatges hi vivien persones soles el 9,8% de les quals corresponia a persones de 65 anys o més que vivien soles. El nombre mitjà de persones vivint en cada habitatge era de 2,06 i el nombre mitjà de persones que vivien en cada família era de 2,32.
Per edats la població es repartia de la següent manera: un 9,5% tenia menys de 18 anys, un 3% entre 18 i 24, un 14,2% entre 25 i 44, un 37,3% de 45 a 60 i un 36,1% 65 anys o més.
L'edat mediana era de 57 anys. Per cada 100 dones de 18 o més anys hi havia 104 homes.
La renda mediana per habitatge era de 19.750 $ i la renda mediana per família de 73.281 $. Els homes tenien una renda mediana de 0 $ mentre que les dones 12.292 $. La renda per capita de la població era de 22.827 $. Cap de les famílies i el 13,2% de la població estaven per davall del llindar de pobresa.

## Poblacions més properes
El següent diagrama mostra les poblacions més properes.